# Campus für Demokratie
Campus für Demokratie ist eine Idee des Bundesbeauftragten für die Unterlagen des Ministeriums für Staatssicherheit der ehemaligen DDR, Roland Jahn, für die Nachnutzung und Entwicklung der ehemaligen Zentrale des Ministeriums für Staatssicherheit in Berlin-Lichtenberg. Am 12. Juni 2013 wurde der Förderkreis „Campus der Demokratie“ e.V. nach der Initiative von Danny Freymark, Mitglied des Abgeordnetenhauses von Berlin, gegründet.

## Ausgangslage
Am ehemaligen Standort des Ministeriums für Staatssicherheit (MfS) der Deutschen Demokratischen Republik fand im Rahmen der Friedlichen Revolution eine der wichtigsten Besetzungen von staatlichen Institutionen statt. Am 15. Januar 1990 stürmten Demonstranten auf das Gelände. Zuvor hatte die Regierung die Verantwortung für die Außensicherung an die Bürgerkomitees aus den Bezirken und die Volkspolizei abgegeben, die die Demonstranten einließen. Danach wurde der Komplex von verschiedenen Eigentümern zunächst genutzt und stand schließlich zu großen Teilen leer. 
2020 wurde im Auftrag der Senatsverwaltung für Stadtentwicklung und Wohnen eine bauhistorische Studie erarbeitet, die einen Gesamtüberblick über die städtebauliche und bauliche Entwicklung des Blockes seit Beginn der Nutzungen durch das MfS liefert.

## Idee
Die Idee zur Errichtung eines Campus für Demokratie in der ehemaligen Zentrale des Ministeriums für Staatssicherheit wurde bereits im Jahr 2012 geboren. Der als Repressionsinstitution bekannte Gebäudekomplex sollte zu einem Ort der Auseinandersetzung mit der Gegenwart werden und für Demokratie werben. Sie wurde als Einladung an staatliche und gesellschaftliche Institutionen verstanden, das Gelände für die Aufklärung über Diktatur und Widerstand zu nutzen.

## Das Gelände des Campus

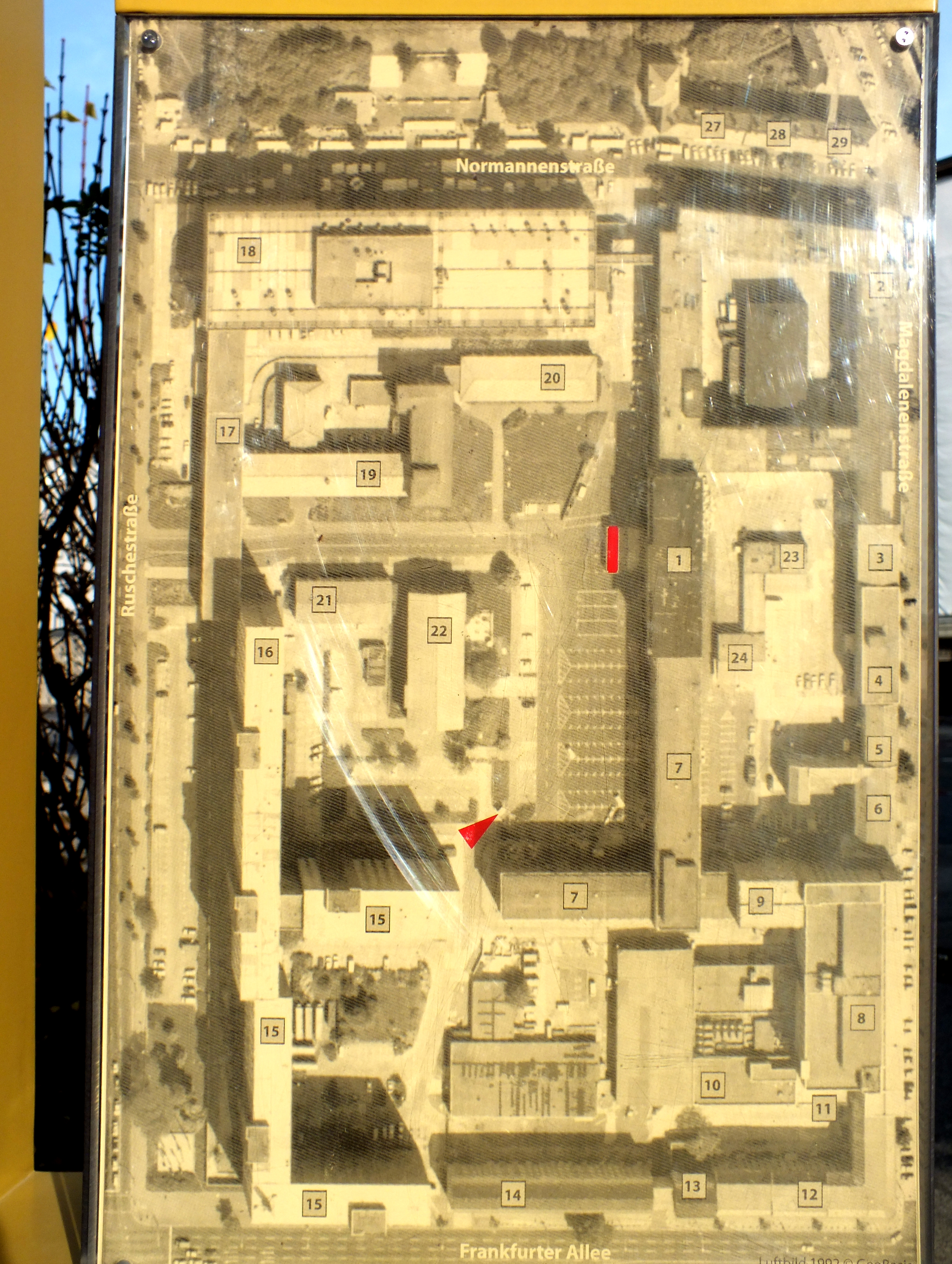
Plan der ehemaligen Zentrale des Ministeriums für Staatssicherheit

Das Gelände des ehemaligen MfS befindet sich im Stadtbezirk Berlin-Lichtenberg. Es grenzt im Norden an die Normannenstraße, gegenüber dem Hans-Zoschke-Stadion. Im Süden grenzt es an die Frankfurter Allee. Im Osten grenzt das Gelände an die Magdalenenstraße mit der von 1955 bis 1989 vom MfS genutzten ehemaligen Untersuchungshaftanstalt II für politische Gefangene, die baulich verbunden ist mit dem Amtsgericht Lichtenberg. Das Areal ist über die U-Bahn-Station „Magdalenenstraße“ direkt an Berlins Mitte mit der U-Bahn-Linie 5 angebunden.
Zentral auf dem Gelände des ehemaligen MfS liegt der ehemalige Dienstsitz des Ministers für Staatssicherheit, in dem heute die Forschungs- und Gedenkstätte Normannenstraße mit dem Stasimuseum des Trägervereins ASTAK e.V. untergebracht ist. Das Stasi-Unterlagen-Archiv (bis 2021 dem BStU unterstellt, seither in der Zuständigkeit des Bundesarchivs) befindet sich ebenfalls auf dem Areal, weitere Gebäude beherbergen ein Ärztezentrum sowie einige Geschäfte. Der größte Teil der Immobilien steht jedoch leer. Der Büroleerstand am Standort macht 20 % des Berliner Leerstands aus.
Auch der Bund und das Land Berlin lassen Gebäude leer stehen.

## Der Förderkreis Campus der Demokratie e. V.
Im Sommer 2013 gründete sich zur Unterstützung der Idee der Förderkreis Campus der Demokratie e. V. Gründungsvorsitzender wurde der Lichtenberger Abgeordnete Danny Freymark, MdL. Im Verein versammeln sich neben der letzten Parlamentspräsidentin der DDR, Dr. Sabine Bergmann-Pohl und dem Vorsitzenden des Bautzener Komitees Alexander Latotzky, zahlreiche Menschen aus Gesellschaft, Politik und Wirtschaft. Ziel des Vereins ist die Etablierung des „Campus der Demokratie“.

## Dauerausstellung Friedliche Revolution
Im Innenhof des riesigen Gebäudekomplexes der ehemaligen MfS-Zentrale erinnert seit dem 15. Juni 2016 eine Ausstellung unter freiem Himmel an die Friedliche Revolution 1989/90. Die Dauerausstellung knüpft an die Open-Air-Ausstellungen Erzählende Orte, 30 Jahre Friedliche Revolution – Mauerfall an.

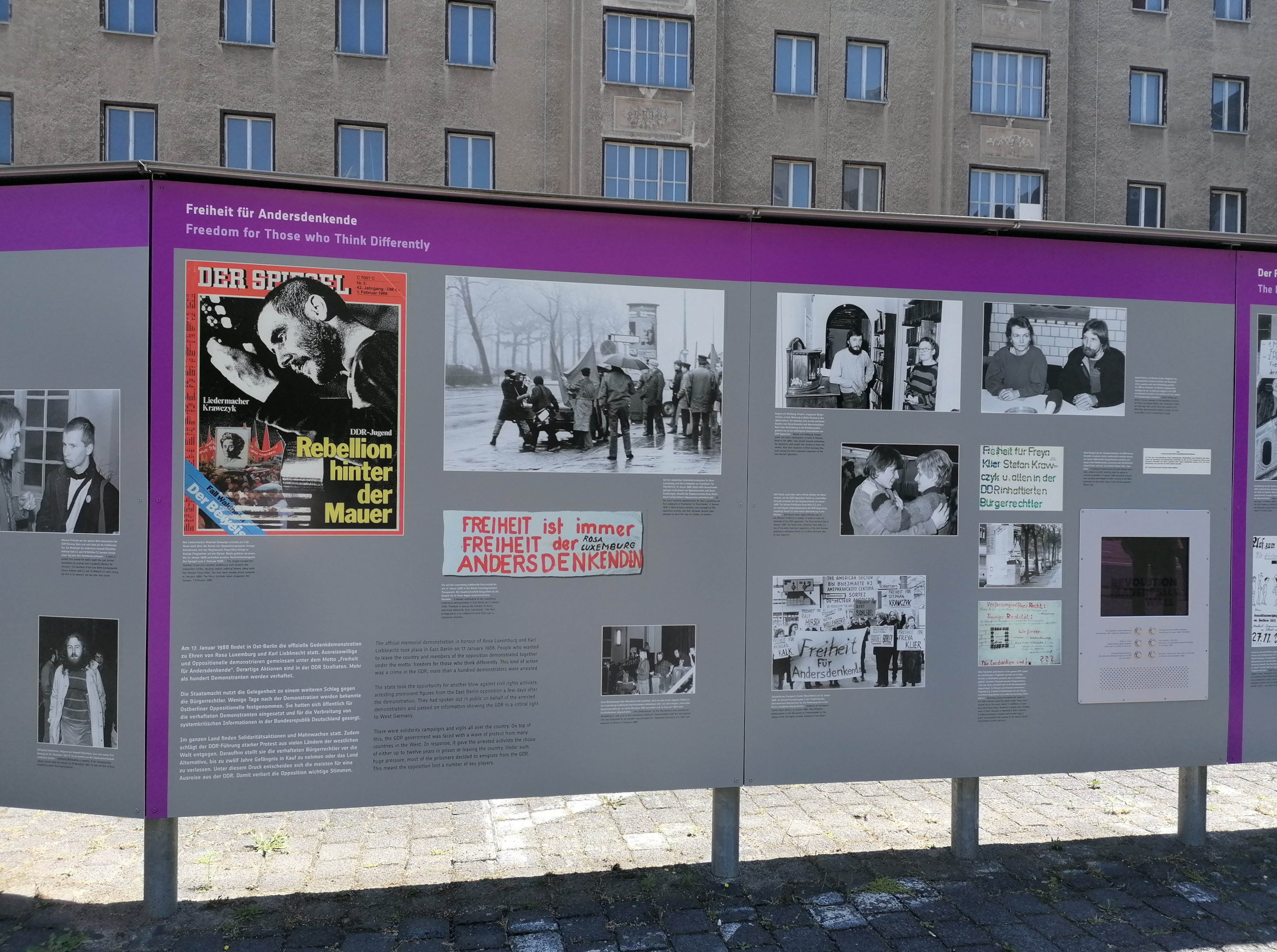
Tafel der Außenausstellung
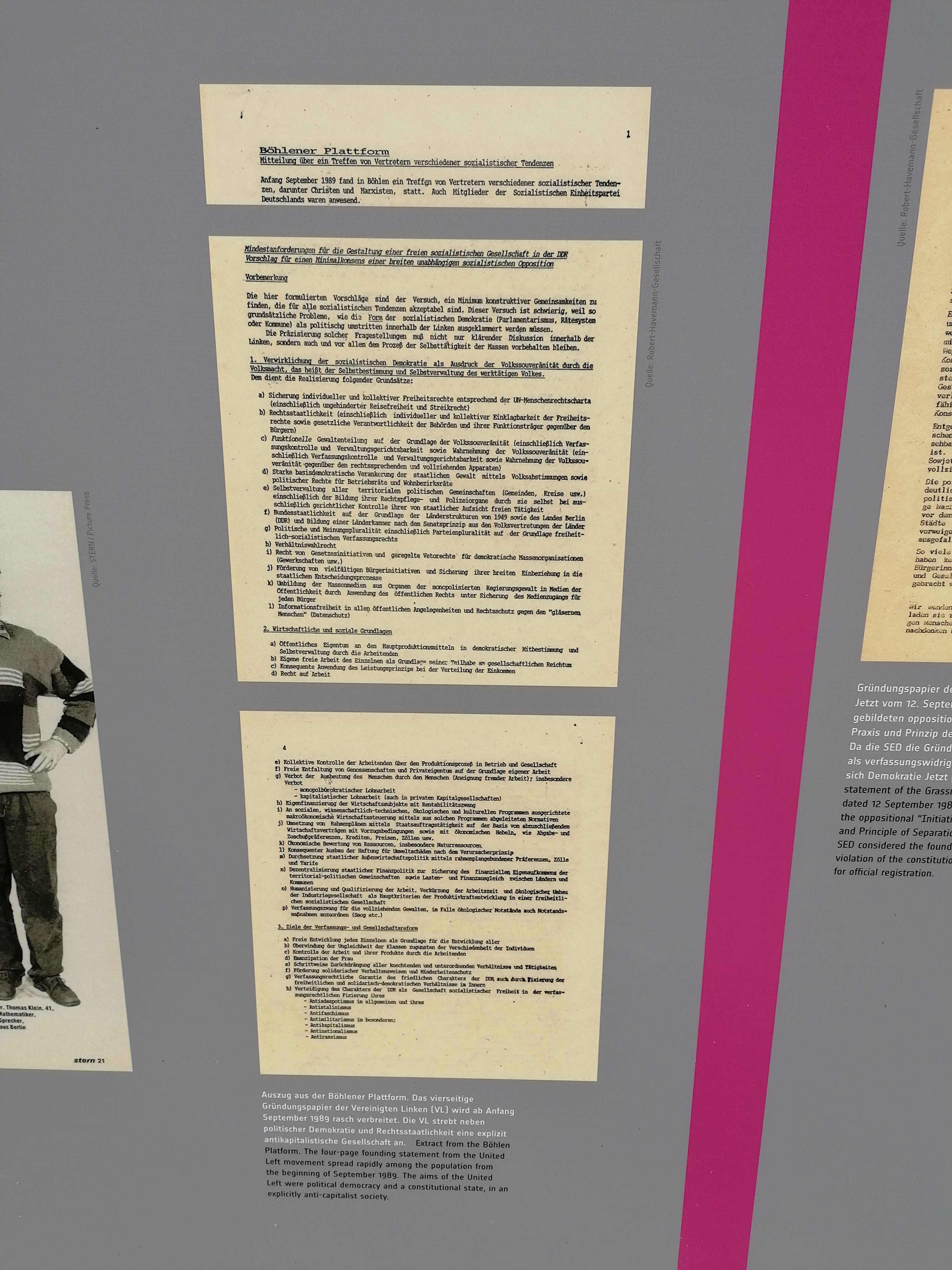
Tafel der Außenausstellung
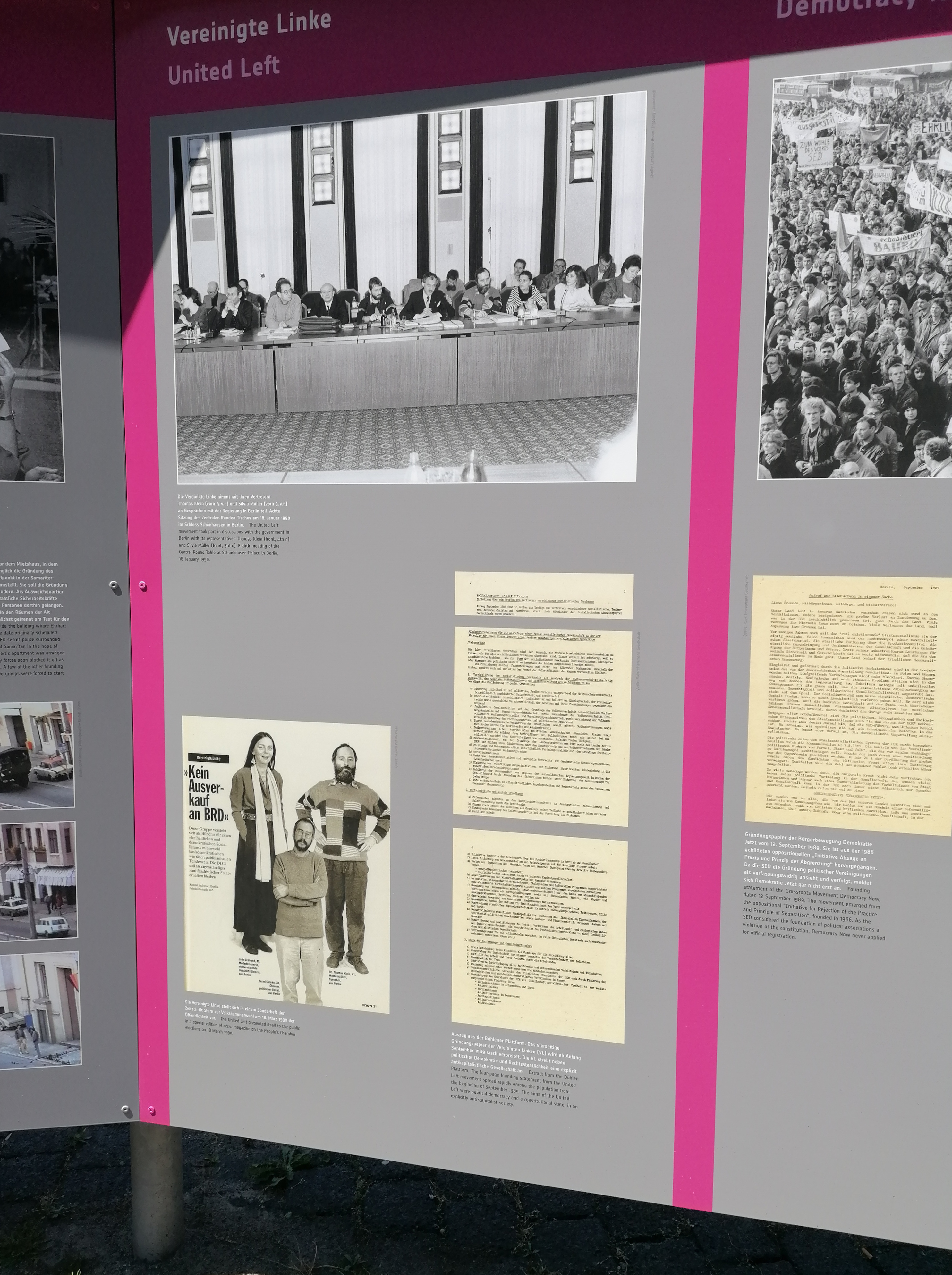
Tafel der Außenausstellung

## „Campus der Demokratie“ im Koalitionsvertrag
Nach den Verhandlungen zwischen CDU/CSU und SPD wurde am 16. Dezember 2013 der Koalitionsvertrag veröffentlicht. Darin enthalten ist auch ein Passus zur Förderung des „Campus der Demokratie“: „Die Koalition unterstützt das Vorhaben, die ehemalige Stasi-Zentrale in Berlin-Lichtenberg künftig als Ort der Aufklärung über Diktatur und Widerstand zu nutzen und fortzuentwickeln.“ (Koalitionsvertrag, Seite 91). Der Bund hat verschiedene Ausbaupläne, zu denen es Kritik gibt.